# Amphioplus occidentalis
Amphioplus occidentalis är en ormstjärneart som beskrevs av Jean Baptiste François René Koehler 1914. Amphioplus occidentalis ingår i släktet Amphioplus och familjen trådormstjärnor. Inga underarter finns listade i Catalogue of Life.